# David Hesselbarth
David Hesselbarth (Altötting, Districte d'Altötting, Baviera, 4 de juny de 1988) va ser un ciclista alemany que fou professional del 2008 al 2011.

## Palmarès
- 2006
  -  Campió d'Alemanya júnior en ruta